# Dara Torres
Dara Torres (Beverly Hills, Estats Units, 15 d'abril de 1967) és una nedadora nord-americana, considerada una de les millors nedadores de la història i guanyadora de 12 medalles olímpiques.
Amb la seva participació, als 41 anys, en els Jocs Olímpics d'Estiu de 2008 realitzats a Pequín (República Popular de la Xina), es convertí la primera nedadora estatunidenca a competir en cinc Jocs Olímpics.

## Biografia
Va néixer el 15 d'abril de 1967 a la ciutat de Beverly Hills, població situada a l'estat de Califòrnia.

## Carrera esportiva
Va participar, als 17 anys, en els Jocs Olímpics d'Estiu de 1984 realitzats a Los Angeles (Estats Units), on va aconseguir guanyar la medalla d'or en la prova de relleus 4x100 metres lliures. En els Jocs Olímpics d'Estiu de 1988 celebrats a Seül (Corea del Sud) Torres participà en tres proves, guanyant la medalla de plata en la prova dels relleus 4x100 metres estils i la medalla de bronze en els relleus 4x100 metres lliures. En aquests Jocs finalitzà setena en els 100 metres lliures. En els Jocs Olímpics d'Estiu de 1992 celebrats a Barcelona (Catalunya) participà únicament en la prova de relleus 4x100 metres lliures, en la qual aconseguí guanyar la medalla d'or. En els Jocs Olímpics d'Estiu de 2000 realitzats a Sydney (Austràlia), i amb 33 anys, aconseguí guanyar cinc medalles en les cinc proves disputades: la medalla d'or en els relleus 4x100 metres lliures i relleus 4x100 metres estils, i la medalla de bronze en les proves de 50 i 100 metres lliures, així com en els 100 metres papallona. Retirada de la competició per esdevenir mare, retornà als 41 anys en els Jocs Olímpics d'Estiu de 2008 realitzats a Pequín (República Popular de la Xina), on va aconseguir guanyar la medalla de plata en les proves de 50 metres lliures i en els relleus 4x100 lliures i 4x100 metres estils.
Al llarg de la seva carrera ha guanyat una medalla de plata en el Campionat del Món de natació, una medalla d'or en els Jocs Panamericans i tres medalles d'or en els Campionats de Natació Pan Pacific.
Quan es va allunyar de la competició es va dedicar a fer de comentarista en diferents programes de televisió, entre els quals el prestigiós "Good Morning America".